# Oblężenie Koldyngi
Oblężenie Koldyngi trwało w dniach 23–25 grudnia 1658 podczas wojny duńsko-szwedzkiej toczonej w ramach II wojny północnej (1655–1660).
Po zdobyciu wyspy Als dywizja Stefana Czarnieckiego została przewieziona z powrotem na Półwysep Jutlandzki, gdzie razem z oddziałami cesarskimi przystąpiła do zdobywania dawnej rezydencji królów duńskich, Koldyngi, której bronił niewielki garnizon szwedzki. Regimentarz Czarniecki zaatakował twierdzę przed świtem 23 grudnia. Nacierający żołnierze wykorzystali gęstą mgłę i podeszli niepostrzeżenie pod same wały. By uchronić się przed ogniem nieprzyjaciela, wszyscy nieśli ze sobą pęki słomy. Gdy żołnierze zaczęli się wspinać na umocnienia, dostrzegł ich jeden z wartowników i wszczął alarm. Szwedzi natychmiast ruszyli do walki i odparli szturm.
Obrońcy twierdzy odrzucili też kolejny atak, a gdy Czarniecki zaproponował, by skapitulowali, stanowczo odmówili. Trzeci szturm, przeprowadzony 25 grudnia, okazał się udany i Polacy dostali się do zamku. Doszło do walki w komnatach i na dziedzińcu zamkowym. Gdy jeden z dragonów trafił do prochowni i podpalił amunicję, doszło do potężnej eksplozji i część zamku uległa zniszczeniu – wyeliminowani z walki zostali także broniący tej części zamku żołnierze szwedzcy. Wkrótce opór zanikł i Koldynga została zdobyta.
Szwedzi próbowali jeszcze odzyskać miasto, jednak wojska Czarnieckiego odparły ich desant na Półwysep Jutlandzki.
Po zdobyciu Koldyngi wojska polskie rozłożyły się na leże zimowe.